# خروشو
خروشو (به لهستانی:  Hruszew) یک روستا در لهستان است که در گمینا پلاتروو واقع شده‌است.